# Göming
Göming è un comune austriaco di 758 abitanti nel distretto di Salzburg-Umgebung, nel Salisburghese.